# 雲安郡
雲安郡，唐代天寶元年改夔州設置的郡，乾元元年，復為夔州。雲安郡下辖奉节县、云安县、大昌县、巫山县。都督府管夔州、硤州、施州、業州、浦州、涪州、渝州、谷州、南州、智州、務州、黔州、克州、思州、巫州、平州十九州。
唐朝云安郡太守
- 李炼（757年—758年）